# Nuenens Broek
Het Nuenens Broek is een natuurgebied ten noordwesten van Nuenen van ongeveer 50 ha. Vroeger was dit een moerasgebied. De bodem bevatte namelijk Brabantse leem, die ondoordringbaar is voor water. In de sloten ziet men dan ook een kenmerkende oranjebruine kleur, die duidt op de aanwezigheid van ijzer. Hier vindt men ook de waterviolier.
Het gebied wordt doorstroomd door de Hooidonkse Beek die, hoewel gekanaliseerd, toch bijzonder sfeervol is. Tussen 1932 en 1935 werden hier populieren op rabatten aangeplant. De waterlopen tussen de rabatten dienden om het gebied te ontwateren. De populieren werden onder meer gebruikt voor de klompen- en luciferindustrie. Er is zelfs een klein proefperceel te vinden, waarop men naaldhout heeft aangeplant, wat men doorgaans op de hogere zandgronden aantreft. Door verruiging zijn echter sommige wilde plantensoorten, zoals slanke sleutelbloem, tegen het einde van de 20e eeuw verloren gegaan. Op enkele plaatsen kan nog eenbes en grote keverorchis worden aangetroffen, evenals heksenkruid.
Merkwaardig is het voorkomen van gevlekte aronskelk, een zeldzaamheid in de regio. In de vroege lente staan er heel veel sneeuwklokjes, die zich vanuit tuinafval spontaan over grote oppervlakten verspreid hebben.
Tegenwoordig is het gebied in het bezit van Het Brabants Landschap en wordt het weer teruggebracht in een meer natuurlijke staat. Dit betekent dat op sommige plaatsen populieren worden gekapt, dood hout blijft liggen en elzen, eiken, gewone vogelkers en dergelijke worden aangeplant of spontaan opgroeien.
Ten zuiden van het gebied werd in 2007 een amfibieënpoel gegraven.

## Trivia
Brabants zanger Gerard van Maasakkers bezingt het Nuenens Broek in zijn liedje "He goade mee".